# Убийство Михаила Стаховича
Убийство Михаила Стаховича — умышленное убийство, жертвой которого стал русский литератор, собиратель фольклора, переводчик и елецкий уездный предводитель дворянства Михаил Александрович Стахович.
26 октября (7 ноября) 1858 года Стахович был убит своим старостой, бурмистром И. Г. Мокринским, и письмоводителем Д. А. Киндяковым; первому из них он благодетельствовал и покровительствовал. По основной версии, злоумышленники преследовали корыстные цели, попытавшись представить смерть Стаховича как результат суицида. Убийство предводителя дворянства произвело резонанс не только в пределах Елецкого уезда, но и во всей Орловской губернии, став одним из наиболее громких и негативных событий периода руководства губернией В. И. Сафоновича.

## Обстоятельства убийства
26 октября (7 ноября) 1858 года около часа дня елецкий уездный предводитель дворянства Михаил Александрович Стахович возвращался в коляске из Ельца с обедни в своё имение Пальна (ныне Пальна-Михайловка). Его жена, немка по национальности, в это время жила в Пруссии у своих родственников — формально продолжая оставаться супругами, на деле Стаховичи уже давно проживали отдельно. По воспоминаниям крепостных и дворовых крестьян, видевших барина по дороге в Пальну, он был «совершенно здоровым, весёлым, трезвым», по дороге в имение шутил и пел песни под гитару. Приехав в усадьбу, Стахович вызвал к себе бурмистра Ивана Гавриловича Мокринского, сказав, что намерен обсудить его дела по управлению имением.
Тело Стаховича было обнаружено в три часа дня. Это сделала солдатка Аксинья Александровна Гревцова, по некоторым сведениям, являвшаяся любовницей покойного, когда староста в имении Стаховича, бурмистр Мокринский, приходившийся Аксинье дядей, отправил её с каким-то поручением к барину. Как только девушка вошла в спальню, перед ней предстала следующая картина: мёртвый Стахович сидел у двери, привязанный за голову галстуком к находящемуся в замке ключу. Выбежав из комнаты, поражённая увиденным Гревцова вернулась в переднюю, где находился Мокринский, и обо всём ему рассказала. Староста в скором времени дал знать о случившемся жителям имения и сельскому начальству.

## Расследование

### Первые попытки
Первое следствие по делу об убийстве Стаховича проводилось «по горячим следам» сотрудниками временного отделения елецкой полиции. Врач Голофеев, занимавшийся осмотром трупа, констатировал, что причиной смерти стало сдавление в паху. По предположению М. И. Городецкого, вердикт врача не стали подвергать огласке по этическим причинам, вследствие чего временное отделение сделало вывод: предводитель дворянства покончил жизнь самоубийством. Указывавший на суицид Стаховича медицинский протокол, с которым Голофеев не согласился, был составлен настолько пространно, что орловская врачебная управа не могла составить основанное на нём медицинское заключение.
Когда сведения о случившемся дошли до орловского гражданского губернатора В. И. Сафоновича, следствие было возобновлено. Глава губернии отправил на место преступления старшего советника губернского правления Зубова. Второе следствие не принесло ощутимых результатов, и Зубов, пробывший в Пальне около трёх недель, возвратился в Орёл. Единственным успехом советника губернского правления, как полагал впоследствии Сафонович, стало то, что тот «не дал сокрыться преступлению и обнаружил преднамеренное убийство, между тем, как убийцы старались объяснить происшествие самоубийством». Безошибочность убеждений Зубова подтвердили результаты судебно-медицинской экспертизы, показавшие, что Стахович умер от ударов в пах и виски и лишь потом был повешен.
Вскоре по приезде Зубова в Орёл Сафонович командировал в Пальну чиновника особых поручений при орловском губернаторе Мироненко и жандармского полковника Арцышевского. Последний, впрочем, быстро вернулся обратно, аргументировав это отсутствием, по его мнению, «возможности раскрыть истину». Мироненко, в свою очередь, приступил к единоличному ведению следствия и в конечном итоге добился раскрытия преступления.
По завершении медицинского осмотра трупа Стахович был похоронен. На траурной церемонии в Пальне собрались помещики, богатые хлеботорговцы, пальновские и окрестные крестьяне со всего Елецкого уезда. «Погребение оказалось вышедшим из ряда обыкновенных, по многолюдному собранию и грустному настроению всех провожавших его в могилу», — вспоминал присутствовавший на похоронах С. В. Максимов.

### Расследование Мироненко
Следствие под руководством Мироненко установило, что утром 26 октября, накануне своей гибели, Стахович возвращался в Пальну в прекрасном расположении духа — его поведение не демонстрировало никаких признаков предрасположенности к самоубийству. Другим обстоятельством, насторожившим следователей, стало неестественное для повесившегося положение, в котором было обнаружено тело Стаховича, — его лицо было обращено кверху. Кроме того, ключ в двери спальной комнаты, на котором был повешен хозяин поместья, оказался от кабинетной двери. Всё это в совокупности подтверждало доводы Зубова относительно того, что елецкий предводитель дворянства стал жертвой убийства.
В ходе дальнейшего расследования следствие обратило внимание на странные особенности поведения бурмистра Мокринского, проявившиеся после того, как обнаружившая труп Гревцова сообщила ему о своей находке. Вместо того, чтобы незамедлительно поставить в известность о случившемся полицию и оповестить соседей, самым близким из которых был М. Я. Ростовцев, Мокринский сперва обыскал все буфетные шкафы в доме. Позднее он пообедал, согнал с господского двора своих лошадей, а затем на протяжении всей ночи разговаривал с дворовыми людьми, пытаясь повлиять на их поведение и оградить от сотрудничества со следствием. Однако, несмотря на предпринятые им действия, ряд людей, находившихся в барском доме в момент преступления, дали показания, в той или иной степени указывающие на причастность бурмистра к убийству Стаховича: дворовая девушка Аксинья Ионова, её десятилетняя племянница Василиса Андреева и девятилетний сын самого Мокринского, Григорий, слышавший, как помещик три раза вскричал «караул», когда «тятька» был с ним в кабинете. Показания, данные этими людьми, позволили Мироненко санкционировать арест бурмистра. Будучи задержанным, Мокринский отрицал свою причастность к смерти Стаховича и продолжал настаивать на том, что тот покончил жизнь самоубийством.

Пальна. Фрагмент усадьбы Стаховичей. Фото конца XIX - начала XX века

На аресте Мокринского следствие не закончилось. Быстрота, с которой был убит Стахович, отсутствие следов использования какого-либо орудия убийства, а также то, что погибший был человеком крепким по телосложению, указывали на невозможность совершения преступления одним человеком. Поиски соучастника оказались непростой задачей: как впоследствии оказалось, подельник Мокринского действовал предельно осторожно, следуя заранее составленному и тщательно продуманному плану. Этим человеком был чиновник, письмоводитель Стаховича Дмитрий Алексеевич Киндяков.
26 октября, в день убийства, Киндякова несколько раз видели в городе Задонске. В дообеденное время он был замечен в церкви, а во время и после обеда — на постоялом дворе вместе с женой. С учётом того, что смерть Стаховича наступила примерно в два часа дня, а расстояние от Задонска до Пальны составляло более 60 вёрст, письмоводитель имел, казалось бы, безупречное алиби. Несмотря на это, следователь Мироненко, уверенный в виновности Киндякова, инициировал проведение ряда розыскных мероприятий как на пути из Пальны в Задонск, так и в самом уездном городе. После осмотра местности, анализа и проверки многочисленных слухов, опроса более тридцати свидетелей, некоторым из которых Мироненко уделил особое внимание, у следствия не осталось сомнений по поводу причастности письмоводителя Стаховича к убийству предводителя дворянства.
Как выяснилось, Киндяков приехал в Задонск утром в субботу 25 октября, за день до произошедшего. Весь этот день, как и утро последующего дня, он провёл там. 26 октября после полудня некоторые из дворовых в Пальне видели, как Киндяков вышел из аллеи господского сада, проследовал в дом и, поздоровавшись в передней комнате с Мокринским, вошёл в кабинет Стаховича. Когда же последний вернулся домой и, также поприветствовав бурмистра, прошёл в девичью комнату, Киндяков незаметно для него прокрался из кабинета в зал. Дальнейшие события, включая непосредственно убийство предводителя дворянства, так и не были восстановлены следствием: убийцы так и не рассказали, как проходил процесс умерщвления Стаховича, и какова была степень участия в нём каждого из злоумышленников. Известно лишь то, что, задушив жертву, Мокринский и Киндяков сделали из галстука петлю, продели туда голову мертвеца и, притащив тело к двери, укрепили галстук к ключу в дверном замке.
Поездку из Задонска в Пальну и обратно письмоводитель осуществил на тройке с задонским ямщиком Никитой Семёновичем Дурневым, крестьянином села Понаринское, известным благодаря своей лихой манере езды. В дороге Киндяков, как в дальнейшем показал ямщик, «усердно поил» его водкой (по другой версии, вином), имея при себе, что примечательно, не только бутылку водки, но и стакан. Кроме того, седок постоянно торопил Дурнева, ссылаясь на то, что он якобы опаздывает к Стаховичу на обед. Близ Пальны Киндяков велел ямщику остановиться в котловине неподалёку от леса и приблизительно через два часа после его ухода переехать на другое, указанное им, место. Дав извозчику необходимые указания, письмоводитель сказал, что дойдёт до поместья пешком, однако Дурнев отказывался отпускать его, опасаясь, что седок хочет уйти, не расплатившись. Сумев успокоить ямщика и заверить его в своей порядочности, Киндяков отправился в путь, но, пройдя буквально несколько шагов, вернулся и попросил Дурнева отпрячь для него одну из лошадей, чтобы он смог быстрее добраться до Пальны. Тот долго колебался, но в конце концов поддался на уговоры Киндякова, отстегнул пристяжную пегую лошадь и передал письмоводителю. Оседлав животное, Киндяков скрылся в лесу.
Через два часа после отъезда седока Дурнев ожидал его на назначенном месте. К тому времени извозчик, будучи уже сильно пьяным, задремал, но, вспомнив, что у него увели лошадь, стал бороться со сном. Ещё по истечении получаса он увидел Киндякова, возвращающегося с вершины оврага. Пристегнув лошадь, тот сел в тройку, после чего велел ямщику отправляться назад, в Задонск, несколько необычным путём: немного проехать по большой Данковской дороге, ведущей в Елец, и лишь затем свернуть на Лебедянскую дорогу, которая и вела собственно к Задонску. На обратном пути ямщик дважды останавливался, отдыхал и кормил лошадей. В город тройка возвратилась уже с наступлением темноты — Киндяков оставил ямщика при въезде в город, у заставы, а сам отправился домой.
Разоблачить Киндякова помогла случайность. Один из крестьян, подвергшихся допросу со стороны следствия, показал, что примерно через полчаса после убийства он видел в поле человека, скачущего верхом на лошади пегой окраски. Для того, чтобы установить личность данного человека, Мироненко предписал найти пегую лошадь в пределах осматриваемой в процессе следствия территории. В процессе поисков невдалеке от Задонска ему удалось обнаружить именно ту лошадь, на которой письмоводитель в день преступления добирался до имения Стаховича. Её хозяин, ямщик Никита Дурнев, в ходе расспроса сообщил: в воскресенье какой-то господин нанимал его на тройке, в состав которой входила именно эта пегая лошадь. По описанию «господина», данному извозчиком, следователь определил, что это был именно письмоводитель Стаховича, тем более, что на него уже однажды падало подозрение: один из мальчиков в Пальне говорил, будто бы видел Киндякова из сада, когда тот стоял у окошка в комнате. Для того, чтобы окончательно убедиться в виновности нового подозреваемого, следствию требовалось выяснить, был ли письмоводитель 26 октября в Задонске или нет, выезжал ли оттуда в имение или оставался в городе и вообще как провёл этот день. В итоге выяснилось, что в то воскресенье Киндяков был в церкви у средней обедни, после чего на квартиру, где он останавливался в Задонске, уже не возвращался. Где он был до сумерек, никто не знал — в поле зрения горожан Киндяков попал только в седьмом часу вечера.
Расстояние от Задонска до Пальны составляло не менее 50 вёрст. При самой скорой езде с отдыхом для лошадей поездка туда и обратно заняла бы, по меньшей мере, 9 часов. Принимая во внимание то, что в Задонске Киндякова видели между 8 и 9 часами утра (когда заканчивается средняя обедня), а потом между 6 и 7 часами вечера, следователь сделал вывод, что за промежуточный период времени злоумышленник имел возможность привести в исполнение задуманный план. С учётом же того, что преступление было хорошо продумано, а Киндяков в пути наверняка погонял ямщика, требуя ехать живее, сомнений в виновности этого человека у Мироненко не оставалось. Как показали результаты следствия, Киндяков действовал гораздо более продуманно и настойчиво, нежели Мокринский. Поняв, что подозрение падает на него, письмоводитель стал пытаться запутать следствие: прибыв в Пальну уже задолго после гибели Стаховича, он подсылал представителям местной власти и следователю записки, в которых говорилось, будто бы в день убийства в имении видели не его, а кого-то другого. Впрочем, несмотря на все приложенные подозреваемым усилия, в конечном итоге он подвергся аресту.
В остроге Мокринский и Киндяков пробыли несколько лет, пока продолжалось дело. Невзирая на значительное количество серьёзных улик и свидетельских показаний, письмоводитель так и не сознался в содеянном. После окончания допросов и очных ставок он начал уклоняться от ответов на вопросы следователя, объявив, будто бы обладает некоей тайной по делу об убийстве Стаховича, доверить которую он может только высшему руководству, и что после его доклада у следствия уже не возникнет никаких вопросов. Мокринский, в свою очередь, после длительного периода времени, проведённого в остроге, не выдержал и во всём признался. В конечном итоге суд признал обоих обвиняемых виновными в совершении убийства, приговорив их к длительным каторжным работам в Сибири. В 1860-х годах, по слухам, Киндякову удалось бежать с каторги. Дальнейшая судьба — как его, так и Мокринского — неизвестна.

## Причины и последствия

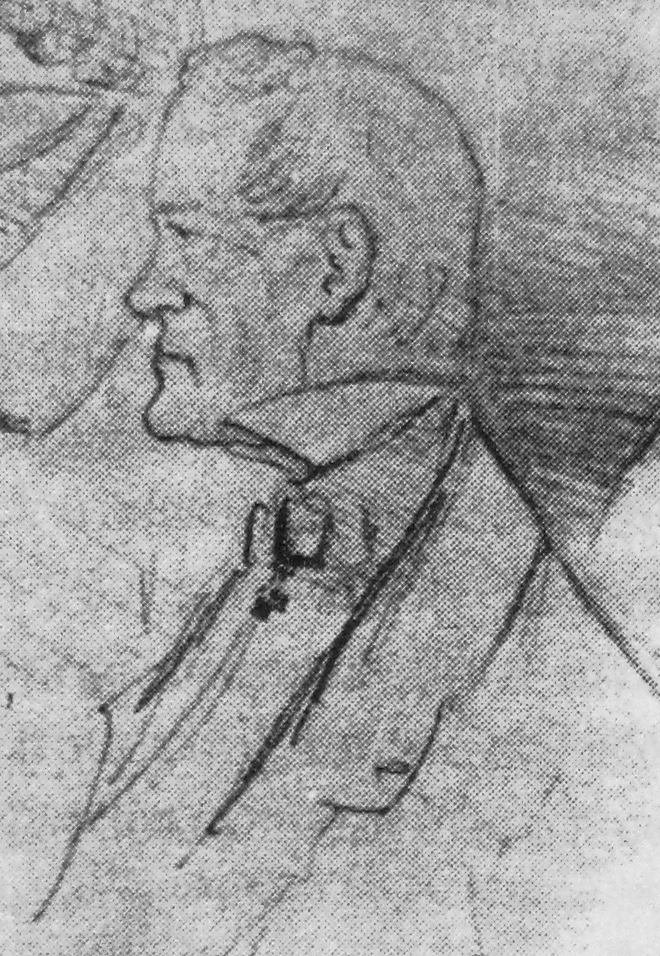
Валериан Иванович Сафонович

Основная версия, поддерживаемая следствием и большинством источников по теме, указывает на то, что убийство Стаховича было совершено из корыстных побуждений. Мокринский, в соответствии с данной версией, узнал от письмоводителя Киндякова о том, что из Орла Стаховичу была передана крупная сумма денег, и, вступив в сговор с Киндяковым, убил его с целью грабежа. Впрочем, в деньгах бурмистр не нуждался: пользуясь доверием и хорошим отношением к себе со стороны Стаховича, Мокринский, управляя большим и богатым имением в отсутствие барина, зачастую злоупотреблял вверенными ему полномочиями, крал, имел массу запутанных денежных расчётов, и всё это сходило ему с рук. С. В. Максимов, близкий знакомый Стаховича вспоминал:
Я видел его [Стаховича] убийцу обласканным до панибратства, облюбленным за брата родного и облагодетельствованным до конца. Передо мною, во все три дня, безвыходно виделся этот человек, умный и ласковый, как неизменный и искренний друг, неотступно состоявший при барине-благодетеле».
Бурмистр, по словам крестьян, благодаря расположенности Стаховича имел «300 овец, 50 коров, 12 лошадей заводских, не считая других, 2 тысячи четвертей молоченого хлеба и множество другого видимого достатка». В процессе расследования Мироненко был выявлен ещё один важный факт, подтвердивший общность интересов Мокринского и Киндякова и убедивший следствие в корысти, движущей ими при планировании убийства: как выяснилось, в руках обоих преступников находились векселя Стаховича, им самим не подтверждённые.
Убийство Михаила Стаховича произвело большой резонанс, по меньшей мере, в пределах Орловской губернии — именно поэтому расследование взял под особый контроль сам губернатор Сафонович, единожды лично выезжавший на место преступления. Он допускал, что истинная причина преступления могла крыться в демократичности покойного — он открыто выступал за освобождение крестьян и притом непременно с землёй. Пальновские крестьяне, в свою очередь, очень любили простого в общении, мягкого и человечного барина. Стахович, по мнению орловского губернатора, «демократичными своими тенденциями настроил против себя дворянство, которое не могло простить ему тех резкостей, которые он высказывал». Версии, что Мокринский пошёл на убийство своего благодетеля, будучи подстрекаемым враждебно настроенными к Стаховичу дворянами, придерживались и члены семьи убитого. В целом же, поскольку письмоводитель вообще отказался признавать свою вину в содеянном, а Мокринский неохотно шёл на контакт со следствием, истинная причина совершённого ими убийства до сих пор остаётся неизвестной.

### Оценки потери
С кончиной Стаховича Елецкий уезд понёс большую утрату. Десятки изданий посвятили погибшему предводителю дворянства некрологи — один из них гласил, что он «на деле сроднился с русским простонародьем и горячо любил его». Младший брат Стаховича, Александр, писал:
Мир твоему праху, народный писатель! Всю жизнь посвятил ты народу, которого знал и любил так много. Долго словом и делом проводил ты мысль о его освобождении, и когда повеяла свобода, как отозвался ты на священный призыв! В числе немногих стоял ты за право крестьян на землю, которое они приобрели не юридическим путём, а трёхсотлетним крепостным трудом, орошая эту самую землю кровавым потом… Ты умер, не дождавшись обетованного дня, но ты предсказывал его и видел его рассвет! И придёт время, русский народ вспомянет и твою деятельность в истории своего освобождения, оценит тебя и в немногих оставшихся после тебя произведениях… Вспомянут тебя добрым словом и от души скажут: вечная память!
Гораздо более прагматичную оценку ситуации дал губернатор Сафонович, уделивший убийству уездного предводителя дворянства значительное внимание в своих мемуарах:
Стахович погиб жертвою своей слабости к материальным наслаждениям и доверчивости к людям, которые воспользовались этой слабостью, чтоб забрать в свои руки часть его состояния посредством разных с ним сделок, прежде того совершённых и с целью не выполнить их, прикрыв всё смертью Стаховича